# Danemark (Bømlo)
Danemark est une île norvégienne du comté de Hordaland appartenant administrativement à Bømlo.

## Description
Rocheuse et pratiquement désertique, elle s'étend sur environ 184 m de longueur pour une largeur approximative de 132 m.